# Jerzy Baliński
Jerzy Baliński herbu Przosna – chorąży malborski w latach 1606–1613, sędzia ziemski malborski w latach 1577–1606.
Poseł województwa malborskiego na sejm 1579/1580 roku, sejm 1582 roku, sejm 1585 roku, sejm pacyfikacyjny 1589 roku. Podpisał traktat bytomsko-będziński. Poseł województwa malborskiego na sejm 1598 roku i sejm 1600 roku. W 1607 roku był posłem na sejm z województwa malborskiego.